# Lista de deputados estaduais do Amapá da 7.ª legislatura
Esta é a lista de deputados estaduais do Amapá para a legislatura 2015–2019.

## Composição das bancadas
| Partido | Líder            | Bancada | Posição      |
| ------- | ---------------- | ------- | ------------ |
| PRB     | Jory Oeiras      | 4 / 24  | Governo      |
| PDT     | Marília Góes     | 2 / 24  | Governo      |
| PTB     | Dr.Furlan        | 2 / 24  | Governo      |
| PSDB    | Michel JK        | 2 / 24  | Oposição     |
| PMDB    | Junior Favacho   | 2 / 24  | Governo      |
| PROS    | Edna Auzier      | 2 / 24  | Governo      |
| PSB     | Cristina Almeida | 2 / 24  | Oposição     |
| PSC     | Pedro da Lua     | 2 / 24  | Independente |
| PSOL    | Paulo Lemos      | 2 / 24  | Oposição     |
| PSDC    | Charles Marques  | 1 / 24  | Governo      |
| DEM     | Roseli Matos     | 1 / 24  | Oposição     |
| PHS     | Luciana Gurgel   | 1 / 24  | Independente |
| PTdoB   | Kaká Barbosa     | 1 / 24  | Independente |

## Deputados Estaduais
| Número | Deputados estaduais eleitos | Partido | Votação | Percentual | Cidade onde nasceu | Unidade federativa |
| 12123  | Marília Góes                | PDT     | 11.747  | 2,99%      | Belém              | Pará               |
| 14000  | Doutor Furlan               | PTB     | 8.947   | 2,28%      | Macapá             | Amapá              |
| 45123  | Michel JK                   | PSDB    | 8.679   | 2,21%      | Macapá             | Amapá              |
| 15699  | Junior Favacho              | PMDB    | 7.187   | 1,83%      | Macapá             | Amapá              |
| 90100  | Dr. Jaci Amanajás           | PROS    | 6.965   | 1,77%      | Macapá             | Amapá              |
| 40222  | Max da AABB                 | PSB     | 6.667   | 1,70%      | Breves             | Pará               |
| 10147  | Pastor Oliveira             | PRB     | 6.486   | 1,65%      | Benevides          | Pará               |
| 40789  | Cristina Almeida            | PSB     | 5.883   | 1,50%      | Macapá             | Amapá              |
| 15123  | Augusto Aguiar              | PMDB    | 5.803   | 1,48%      | Alenquer           | Pará               |
| 10300  | Jory Oeiras                 | PRB     | 5.721   | 1,46%      | Santana            | Amapá              |
| 27147  | Charles Marques             | PSDC    | 5.704   | 1,45%      | Macapá             | Amapá              |
| 14122  | Mira Rocha                  | PTB     | 5.654   | 1,44%      | Macapá             | Amapá              |
| 10116  | Ericláudio Alencar          | PRB     | 5.616   | 1,43%      | Belém              | Pará               |
| 25456  | Roseli Matos                | DEM     | 5.480   | 1,39%      | Macapá             | Amapá              |
| 10456  | Jaime Perez                 | PRB     | 5.360   | 1,36%      | Macapá             | Amapá              |
| 31123  | Luciana Gurgel              | PHS     | 5.146   | 1,31%      | Macapá             | Amapá              |
| 20123  | Moisés Souza                | PSC     | 5.111   | 1,30%      | Macapá             | Amapá              |
| 90369  | Edna Auzier                 | PROS    | 5.058   | 1,29%      | Santana            | Amapá              |
| 12111  | Maria Góes                  | PDT     | 5.028   | 1,28%      | Porto Grande       | Amapá              |
| 45678  | Raimunda Beirão             | PSDB    | 4.873   | 1,24%      | Dom Pedro          | Maranhão           |
| 70369  | Kaká Barbosa                | PTdoB   | 4.843   | 1,23%      | Recife             | Pernambuco         |
| 50000  | Fabrício Furlan             | PSOL    | 4.294   | 1,09%      | Ribeirão Preto     | São Paulo          |
| 20800  | Pedro da Lua                | PSC     | 4.168   | 1,06%      | Belém              | Pará               |
| 50123  | Paulo Lemos                 | PSOL    | 4.105   | 1,04%      | Baião              | Pará               |